# 1975 في النرويج
فيما يلي قوائم الأحداث التي وقعت خلال عام 1975 في النرويج.

## سياسة

### تعيين في المنصب
- 1 يناير – كونراد بي. كنوتسن موفق مصالح النرويج [الإنجليزية]‏.

### انتهاء فترة المنصب
- 1 يناير – أرنولف اولسن Mayor of Hammerfest ‏.
- 1 يناير – هنري كارلسن county mayor of Finnmark ‏.

## رياضة
- 1 يناير – الدوري النرويجي الممتاز 1975 الفائز نادي فيكينغ.
- 1 يناير – دوري كرة القدم النرويجي الدرجة الأولى 1975 الفائز نادي برينه.
- 1 يناير – كأس النرويج 1975 الفائز نادي بودو/غليمت.

## مواليد

### يناير
- 1 يناير – إرنست سيمون غلاسر
- 1 يناير – ستيج فرود هنريكسن
- 6 يناير – تروند أندرسن لاعب كرة قدم نرويجي.
- 9 يناير – رولف باي متسلق جبال نرويجي.
- 13 يناير – رون إريكسن موسيقي نرويجي.
- 26 يناير – تونيا لارسن لاعبة كرة يد نرويجية.

### فبراير
- 9 فبراير – كورت اسلي ارفسين

### مارس
- 12 مارس – سيسيلي ليجانجير لاعبة كرة يد نرويجية.
- 25 مارس – مونيكا كنودسن

### أبريل
- 9 أبريل – برتينه زيتلتز مغنية نرويجية.
- 12 أبريل – لارس أندرياس هاوغ موسيقي نرويجي.
- 12 أبريل – ماريان بيترسن لاعبة كرة قدم نرويجية.
- 13 أبريل – بنجامين جنسن منافِس أوليمبي نرويجي.

### مايو
- 4 مايو – جيم روني أندرسن لاعب تنس الريشة.
- 7 مايو – أندرياس لوند لاعب كرة قدم نرويجي.
- 12 مايو – سيراس موسيقي نرويجي.

### يونيو
- 3 يونيو – كريستين كيم جنسن لاعبة كرة قدم نرويجية.
- 6 يونيو – ستاينر بيدرسن لاعب كرة قدم نرويجي.

### يوليو
- 7 يوليو – أندريه داهل سياسي نرويجي.
- 13 يوليو – فيغارد هيغيم لاعب كرة قدم نرويجي.
- 17 يوليو – أريلد بيرغ لاعب كرة قدم نرويجي.
- 20 يوليو – اريك هاجن لاعب كرة قدم نرويجي.
- 20 يوليو – رون هاغن لاعب كرة قدم نرويجي.
- 28 يوليو – كين هنري يونسن حكم كرة قدم نرويجي.
- 30 يوليو – دانيال بيرغ هيستاد لاعب كرة قدم نرويجي.

### أغسطس
- 1 أغسطس – آنه دال تورب ممثلة نرويجية.
- 10 أغسطس – مورتن بير لاعب كرة قدم نرويجي.

### سبتمبر
- 24 سبتمبر – جان جونار رويس ممثل نرويجي.

### أكتوبر
- 12 أكتوبر – إسبن آلبيرج
- 26 أكتوبر – أول ماريوس ساندبرغ موسيقي نرويجي.
- 29 أكتوبر – أكسل هني

### ديسمبر
- 4 ديسمبر – إلين دوريت بيترسن ممثلة نرويجية.

## وفيات

### مارس
- 1 مارس – جون أندرسن (مواليد 1893) غطاس نرويجي.

### أبريل
- 12 أبريل – ألف أندرسن (مواليد 1906) طائر تزلج نرويجي.
- 16 أبريل – أوسكار لارسن (مواليد 1887) رياضي نرويجي.

### مايو
- 5 مايو – نيلس إريكسن (مواليد 1911) لاعب ومدرب كرة قدم نرويجي.
- 22 مايو – كونراد نوردال (مواليد 1897) سياسي نرويجي.

### يوليو
- 3 يوليو – آرنه هالس (مواليد 1887) منافِس أوليمبي نرويجي.
- 24 يوليو – فريثغوف أندرسن (مواليد 1893) مصارع هاوي نرويجي.

### أغسطس
- 10 أغسطس – أندرياس باكر (مواليد 1895) صحفي نرويجي.
- 24 أغسطس – بريتا براتلاند (مواليد 1910) مغنية نرويجية.

### أكتوبر
- 11 أكتوبر – هنري كارلسن (مواليد 1912) سياسي نرويجي.

### نوفمبر
- 3 نوفمبر – إنغريد غولبراندسن (مواليد 1899) متزلجة فنية نرويجية.
- 19 نوفمبر – هينينج بودتكر (مواليد 1891)

### ديسمبر
- 10 ديسمبر – جون بيتر هولتزمارك (مواليد 1894) فيزيائي نرويجي.